# Leptomydas lusitanicus
Leptomydas lusitanicus är en tvåvingeart som först beskrevs av Christian Rudolph Wilhelm Wiedemann 1820.  Leptomydas lusitanicus ingår i släktet Leptomydas och familjen Mydidae. Inga underarter finns listade i Catalogue of Life.